# ウラジロヨウラク
ウラジロヨウラク（裏白瓔珞、学名: Rhododendron multiflorum）はツツジ科ツツジ属の落葉低木。山地の林縁や高層湿原の縁などに生える。和名の由来は、花の様子が仏像が身につけている装身具（瓔珞・ようらく）に似ていること、葉の裏が白いことから付けられた。

## 分布と生育環境
本州の関東地方、中部地方、東北地方に分布し、日本海側の多雪地帯に多い。山地の湿った草原、高層湿地、林縁に自生する。

## 形態・生態
落葉広葉樹の低木で、高さは1 - 2メートル (m) になる。幹は直立しており、分枝する。樹皮は茶褐色から黒褐色をしている。葉の裏が緑白色をしている。
花期は5 - 7月。花は白っぽい淡紅色で壷型をしており下垂してつき、長さ11 - 14ミリメートル (mm) 。先端が浅く5裂し外側へ反っている。萼片が短い。果実は蒴果で冬でも見られることがある。
枝先につく頂芽の花芽は長さ7 mmほどの卵形で先がとがり、側芽は小さい。頂芽の花芽のわきに葉芽がつく。葉痕は半円形で、維管束痕が1個つく。

## 変種

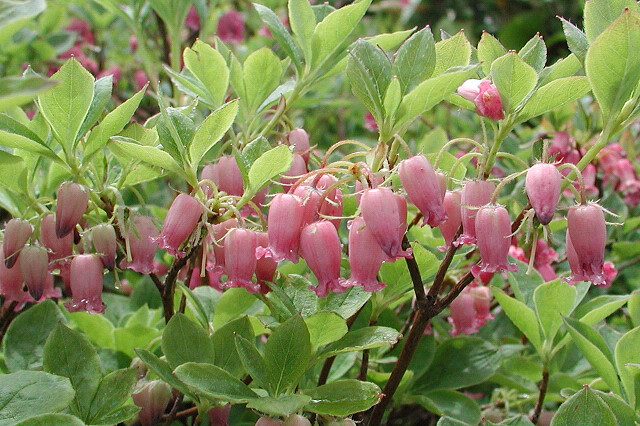
ガクウラジロヨウラク
（山形県月山・2003年7月）

ガクウラジロヨウラク（萼裏白瓔珞、学名: Menziesia multiflora var. longicalyx）はツツジ科ヨウラクツツジ属の落葉低木で、ウラジロヨウラクの変種。北海道～本州中部地方以北の山地～亜高山帯に分布する。
ウラジロヨウラクとの違いは萼が長いこと。また、両種は分布が重なることもある。